# Tác động môi trường của giấy

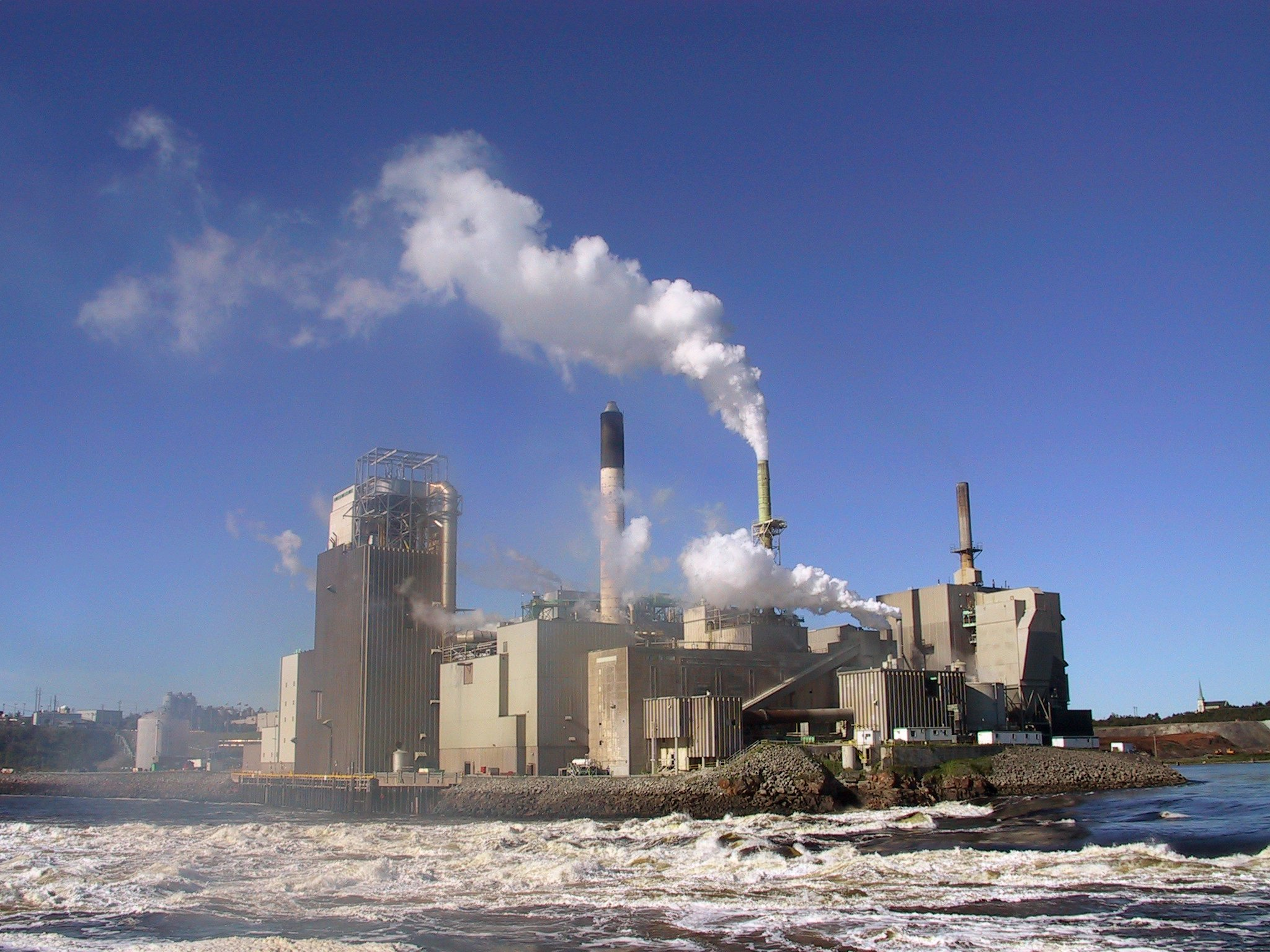
Một nhà máy giấy đang thả khói ra bầu khí quyển

Việc sản xuất giấy, sử dụng và xử lý giấy sau sử dụng tác động tới môi trường đã ảnh hưởng nhiều tới công nghiệp giấy và bột giấy cả ở cấp độ kinh doanh và tiêu dùng cá nhân. Cùng với sự phát triển và sử dụng các công nghệ hiện đại như in ấn và khai thác gỗ được cơ giới hóa cao, các sản phẩm giấy dùng một lần dần chiếm ưu thế với giá thành rẻ, dẫn đến mức tiêu thụ tăng cao và do đó, việc xử lý chất thải cũng tăng theo. Các nhà máy giấy thường phải đáp ứng về ô nhiễm không khí và nước, biến đổi khí hậu, xả rác và dọn dẹp rác theo các tiêu chuẩn ngày càng thắt chặt của các chính phủ. Về lâu dài, các nhà máy giấy và bột giấy đều phải tuân thủ việc giảm sử dụng nước, giảm Khí thải gây hiệu ứng nhà kính, nhiên liệu hóa thạch, giải quyết các tác động của nhà máy tới môi trường đất, nước và không khí địa phương.

## Vấn đề

### Ô nhiễm không khí
Các bụi siêu vi (PM2.5) trong khói thải bao gồm các hạt có đường kính 2.5 micron trở xuống có thể xâm nhập hệ hô hấp và ảnh hưởng nghiêm trọng đến sức khỏe con người.
Nitơ oxit (NOx), lưu huỳnh oxit (SOx) và carbon dioxide (CO2) đều phát ra trong quá trình sản xuất giấy và bột giấy. NOx và SOx là hai chất chính của mưa axit và CO2 là một loại khí mà nhà kính chịu trách nhiệm cho sự thay đổi khí hậu.